# Vilém Mrštík

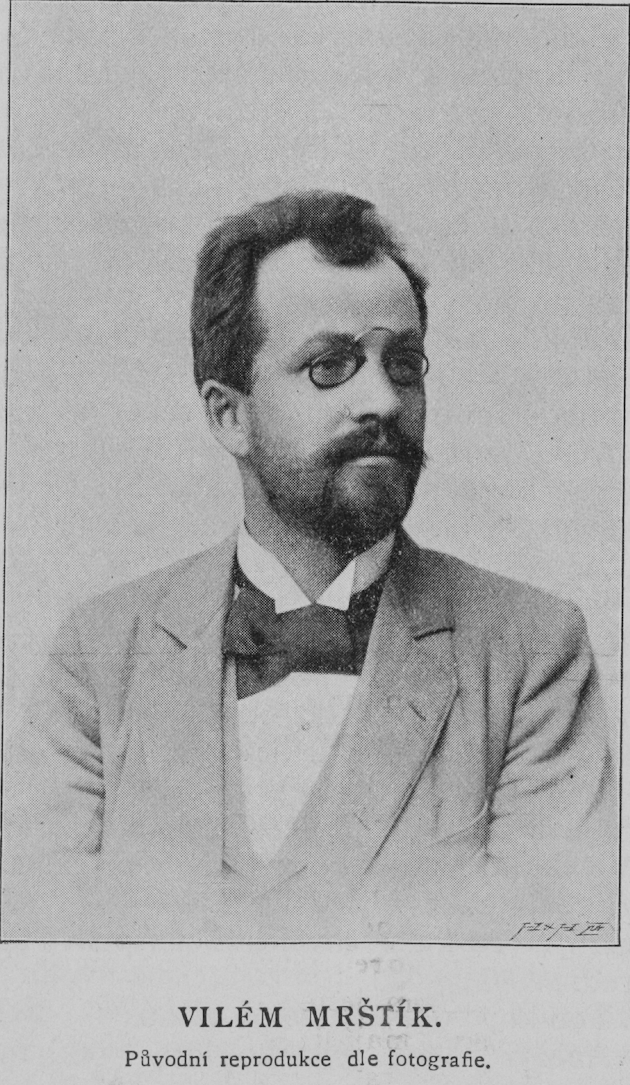
Ritratto di Vilém Mrštík - autore anonimo

Vilém Mrštík (Jimramov, 14 maggio 1863 – Diváky, 2 marzo 1912) è stato uno scrittore ceco, noto per il suo romanzo Santa Lucia (1893).

## Biografia
Insieme al fratello Alois Mrštík (1861-1925) scrisse inoltre il dramma teatrale Maryša. Quest'opera, ambientata nella Moravia rurale, concentra la propria indagine sui ruoli di genere e tradizioni in un piccolo villaggio. In contrasto con le rappresentazioni più generose in merito alla vita rurale da parte degli scrittori della Rinascita Nazionale ceca, i due fratelli hanno azzardato un punto di vista più imparziale della vita di campagna.

## Opere
- Paní Urbanová (La signora Urbanová), 1889, dramma
- Santa Lucia, 1893, romanzo
- Obrázky (Immagini), 1894, antologia
- Maryša, 1895, dramma (realizzato con suo fratello, Alois Mrštík)
- Pohádca máje (Una storia di maggio), 1897, romanzo
- Anežka (Agnese), 1912, dramma